# Edmund Bonner

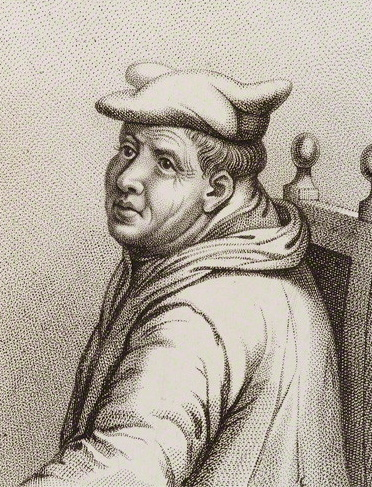
Edmund Bonner nach einem Porträt aus dem 16. Jahrhundert

Edmund Bonner (* um 1500 in Hanley (Worcestershire); † 5. September 1569 in The Marshalsea) war von 1539 bis 1549 und von 1553 bis 1559 Bischof von London.

## Leben
Edmund Bonner studierte am Pembroke College der Universität Oxford, wurde 1526 Doktor des kanonischen Rechts und bald nachher Günstling des Kardinals Thomas Wolsey, der ihm reiche Pfründen verlieh. Als treuer Gefolgsmann Heinrichs VIII. verfocht er dessen Ehescheidung von Katharina von Aragon und vertrat seinen König energisch dem Papst gegenüber als Gesandter in Rom, Wien und Kopenhagen, besonders aber 1533 in Marseille. 1538 wurde er zum Bischof von Hereford und 1539 zum Bischof von London ernannt. Seit Heinrichs späteren Jahren gehörte er jedoch zu den eifrigsten Gegnern der Reformation und trat als Verfechter der katholischen Kirche auf. Deshalb wurde er unter Eduard VI. von 1549 bis 1553 gefangen gehalten, nach der Thronbesteigung Marias I., der Katholischen („Bloody Mary“) 1553 aber befreit. Er rächte sich durch eifrige Verfolgung der Protestanten als Ketzer, von denen er in drei Jahren über 200 auf den Scheiterhaufen brachte. Deshalb war er als „Bloody Bonner“ berüchtigt. Unter der protestantischen Königin Elisabeth I. wurde er, da er 1559 den Supremateid verweigerte, eingekerkert und starb am 5. September 1569 im Londoner Gefängnis Marshalsea.